# Naila Kiani
Naila Kiani est une alpiniste pakistanaise. Elle est considérée comme une pionnière de l’alpinisme au Pakistan, en étant la première femme pakistanaise à gravir tous les sommets de plus de 8 000 mètres du Pakistan. 

## Biographie
Elle étudie à Londres dans le domaine de l’aéronautique avant de travailler dans le domaine de la finance à Dubaï. Elle se marie en 2018 au camp de base du K2.
Elle devient la première pakistanaise à gravir le Gasherbrum II en 2021 avec Sirbaz Khan (en), ainsi que la première pakistanaise à gravir un sommet de plus de 8 000 mètres. L’année d’après, elle est la deuxième pakistanaise à arriver au sommet du K2, quelques heures seulement après Samina Baig,. Juste après, elle gravit le Gasherbrum I et devient la première pakistanaise à avoir effectué trois sommets de plus de 8 000 mètres.
En 2023, elle est la première pakistanaise au sommet de l’Annapurna ; puis la deuxième à l’Everest (après Samina Baig) et la première quelques jours après sur le Lhotse, la première au Nanga Parbat et au Broad Peak. Avec ces ascensions, Kiani devient la première femme à avoir gravi tous les sommets de plus de 8 000 mètres du Pakistan. Elle continue sa saison au Manaslu et elle fait partie du premier duo pakistanais (avec Sirbaz Khan) au sommet du Cho Oyu ; ils renoncent à l’ascension du Shishapangma après avoir été victimes d’une avalanche sous le sommet.
Elle gravit encore le Makalu en 2024 et le Kangchenjunga en 2025, qui constitue le 12e des 14 sommets de plus de 8000 mètres.
Après la mort du porteur Muhammad Hassan sur le K2, elle organise l’opération de rapatriement de son corps,.
Elle s’implique également dans la défense des conditions de travail des professionnels de la montagne pakistanais, dans la féminisation du sport au Pakistan et dans le nettoyage des déchets laissés par les activités humaines en montagne.

## Vie personnelle
Kiani est mariée et mère de deux filles, qui sont gardées par leur père lorsqu’elle part en expédition. Elle pratique également la boxe.

## Distinctions
Elle est décorée en 2023 de la Sitara-i-Imtiaz, la troisième plus haute décoration civile du Pakistan.